# منطقة كاريكال
كاريكال رمزها «KA» (بالإنجليزية: Karaikal)‏ ، هو تقسيم إداري لدولة الهند تتبع ولاية بونديتشري (بالإنجليزية: Pondicherry)‏ ، مركزها هو مدينة كاريكال (بالإنجليزية: Karaikal)‏ عدد سكانها حسب تعداد سنة 2001 هو 170,640 ، مساحتها 160 كم² وكثافة السكان 1,067 لكل كم² .